# Ocnus brunneus
Ocnus brunneus is een zeekomkommer uit de familie Cucumariidae.
De wetenschappelijke naam van de soort werd in 1840 gepubliceerd door Edward Forbes.